# Liste der Ramsar-Gebiete im Jemen
Die Ramsar-Gebiete im Jemen sind nach der 1971 geschlossenen Ramsar-Konvention besondere Feuchtgebiete im Jemen. Diese sind von internationaler Bedeutung, nach der Absicht des internationalen völkerrechtlichen Vertrags insbesondere als Lebensraum für Wasser- und Watvögel.
Der Jemen weist bisher ein Ramsar-Gebiete mit einer Fläche von 580 Hektar auf. Die Ramsar-Konvention trat im Jemen am 8. Februar 2008 in Kraft.

## Liste der Ramsar-Gebiete
| Name des Gebiets | Bild                                                  | Region               | Lage                     | Ramsar-Gebietsnummer | Größe in Hektar | Ausweisungs- Datum | Anmerkungen |
| ---------------- | ----------------------------------------------------- | -------------------- | ------------------------ | -------------------- | --------------- | ------------------ | --- |
| Detwah-Lagune    | Luftbild der Detwah-Lagune aus nordöstlicher Richtung | Gouvernement Sokotra | 12,70556° N, 53,50667° O | 1736                 | 580             | 20. Aug. 2007      | Eine Lagune im Nordwesten der Insel Sokotra. Sie ist ein bedeutendes Brutgebiet für Wasservögel und auch für den stark gefährdeten Schmutzgeier und den gefährdeten Sokotrakormoran. Im Wasser findet man hier als einzigen Ort auf der Insel den stark gefährdeten Indo-Australischen Tüpfelrochen. Das dort wachsende Seegras bietet zudem Fischen Schutz. |